# Cristiano Donati

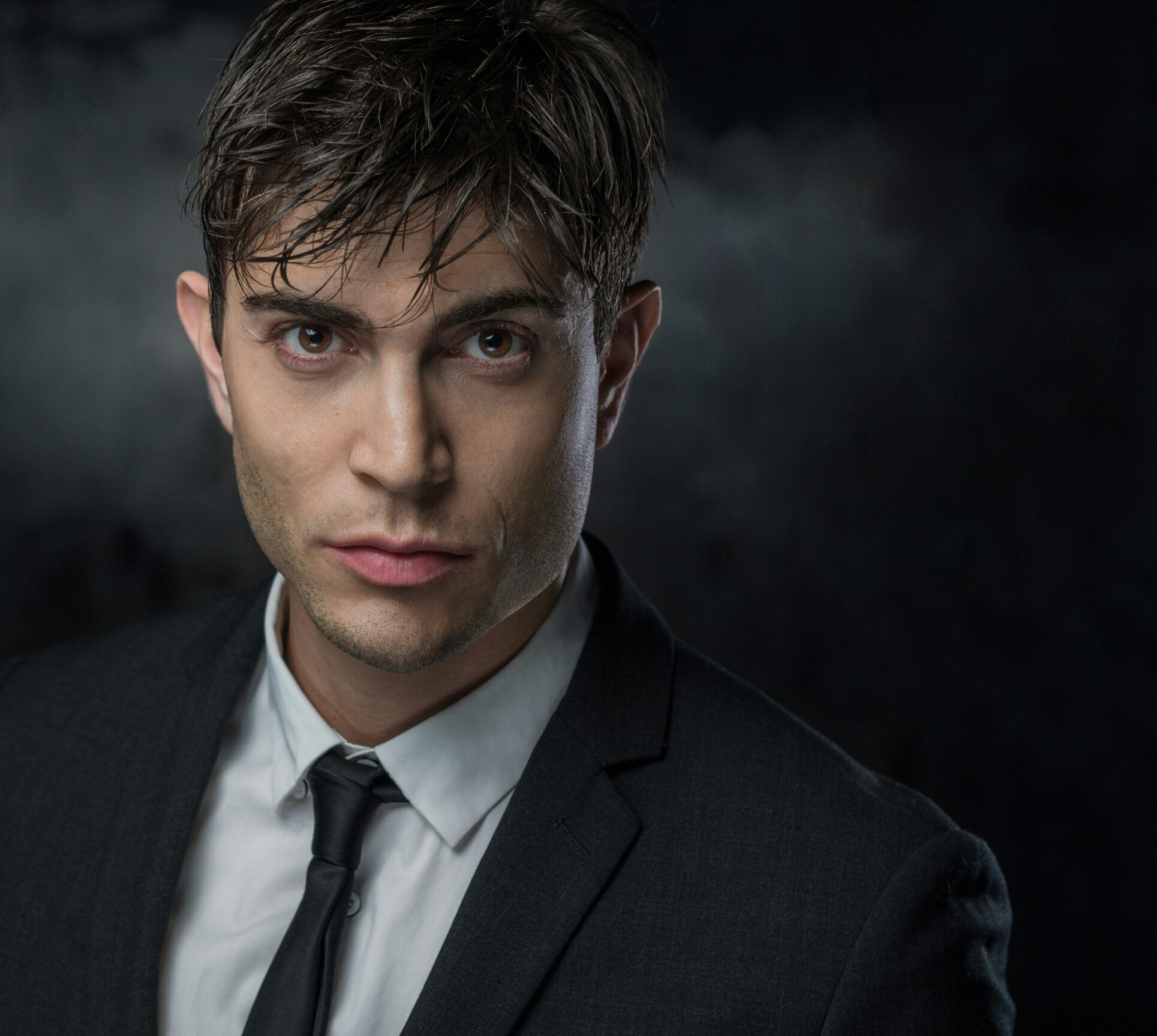
Cristiano Donati v roce 2017

Cristiano Donati (* 9. ledna 1987 Cividale del Friuli) je herec pocházející ze severu Itálie, účinkující i v Česku.

## Život
Pochází z malého města Cividale del Friuli. S herectvím začal už jako dítě ve školním divadle. Jeho rodiče však jeho herecké nadšení moc nepodporovali, a musel se tak během dospívání věnovat hlavně studiu a také fotbalu, ke kterému ho vedl jeho otec. Během studií na univerzitě v Gorizii odjel Cristiano za prospěchové stipendium poprvé do Prahy, kde se na Karlově univerzitě učil česky. Českou republiku vnímal jako dobrou příležitost posunout se dál. Jakmile poté dokončil studia v Itálii, přestěhoval se do Prahy a odstartoval svou českou kariéru natáčením reklamy pro známou značku nápojů. Později se stal členem ochotnického hereckého souboru, hrál v dalších reklamách a navštěvoval herecké kurzy v Prague Playhouse amerického herce Briana Caspe a soukromé lekce amerického divadelního režiséra a herce Steva Josephsona. Do povědomí českého publika se dostal především rolí v seriálu Ulice (TV Nova).
Jeho nejoblíbenější herci jsou Marlon Brando, Al Pacino a Johnny Depp.

## Kariéra
V české produkci účinkoval především v seriálu Ulice (TV Nova) jako italský manažer a přítel Terezy Jordánové (Patricie Solaříková) Lorenzo Favero, epizodní roli si zahrál také v seriálu Trapný padesátky (Česká televize) po boku herečky Aleny Mihulové. Americká produkce ho oslovila pro roli v seriálu Legends a aktuálně se také objeví v celovečerním americkém filmu The Catcher Was a Spy, který přijde do kin v roce 2018 a v němž hraje také Paul Rudd nebo Sienna Miller.
Pracoval i na reklamách pro Frisco, Bacardi, Schweppes, Canal Kitchen, Heuréka či Baťa Insolia.